# Palythoa senegalensis
Palythoa senegalensis är en korallart som beskrevs av Ferdinand Albin Pax. Palythoa senegalensis ingår i släktet Palythoa och familjen Zoanthidae. Inga underarter finns listade i Catalogue of Life.